# Gé de Renett
Gé de Renett (Ittervoort, 4 juli 1963) is een voormalig Nederlandse voetballer die voor FC VVV heeft gespeeld.
De rechteraanvaller, die ook inzetbaar was als rechtshalf, debuteerde op 16-jarige leeftijd in het eerste elftal van VV Veritas en maakte daarna de overstap naar FC VVV. Op 26 augustus 1981 maakte hij zijn profdebuut tijdens een thuiswedstrijd tegen SC Amersfoort (1-1) als invaller voor Bert Riether. In 1984 keerde hij terug naar de amateurs, waar hij nog uitkwam voor achtereenvolgens SV Panningen, Tiglieja, Union Breyell, Wilhelmina '08, RKVV Heel en VV Maarheeze. Nadien is De Renett aan de slag gegaan als trainer in het amateurvoetbal.

## Statistieken
| Seizoen         | Club            | Competitie      | Competitie | Competitie | Beker | Beker | Playoff | Playoff | Totaal | Totaal |
| Seizoen         | Club            | Competitie      | Wed.       | Dlp.       | Wed.  | Dlp.  | Wed.    | Dlp.    | Wed.   | Dlp.   |
| --------------- | --------------- | --------------- | ---------- | ---------- | ----- | ----- | ------- | ------- | ------ | ------ |
| 1981/82         | FC VVV          | Eerste divisie  | 1          | 0          | 1     | 0     | 0       | 0       | 2      | 0      |
| 1982/83         | FC VVV          | Eerste divisie  | 2          | 0          | 0     | 0     | 3       | 0       | 5      | 0      |
| 1983/84         | FC VVV          | Eerste divisie  | 3          | 0          | 0     | 0     | 0       | 0       | 3      | 0      |
| Carrière totaal | Carrière totaal | Carrière totaal | 6          | 0          | 1     | 0     | 3       | 0       | 10     | 0      |